# Équipe du Danemark de football au Championnat d'Europe 1988
L'équipe du Danemark de football participe à sa 3e phase finale de championnat d'Europe lors de l'édition 1988 qui se tient en Allemagne de l'Ouest du 10 juin 1988 au 25 juin 1988. Le Danemark termine dernier du groupe 1 avec trois défaites en trois matchs.

## Phase qualificative
La phase qualificative est composée de quatre groupes de cinq nations et trois groupes de quatre nations. Les sept vainqueurs de poule se qualifient pour l'Euro 1988 et ils accompagnent la RFA, qualifiée d'office en tant que pays organisateur. Le Danemark remporte le groupe 6.
| Rang | Équipe          | Pts | J | G | N | P | Bp | Bc | Diff |  | Résultats (▼ dom., ► ext.) |     |     |     |     |
| ---- | --------------- | --- | - | - | - | - | -- | -- | ---- |  | -------------------------- | --- | --- | --- | --- |
| 1    | Danemark        | 8   | 6 | 3 | 2 | 1 | 4  | 2  | +2   |  | Danemark                   |     | 1-1 | 1-0 | 1-0 |
| 2    | Tchécoslovaquie | 7   | 6 | 2 | 3 | 1 | 7  | 5  | +2   |  | Tchécoslovaquie            | 0-0 |     | 2-0 | 3-0 |
| 3    | Pays de Galles  | 6   | 6 | 2 | 2 | 2 | 7  | 5  | +2   |  | Pays de Galles             | 1-0 | 1-1 |     | 4-0 |
| 4    | Finlande        | 3   | 6 | 1 | 1 | 4 | 4  | 10 | -6   |  | Finlande                   | 0-1 | 3-0 | 1-1 |     |

## Phase finale

### Groupe 1
| Groupe 1 |                      |     |   |   |   |   |    |    |      |
|          | Équipe               | Pts | J | G | N | P | BP | BC | Diff |
| 1        | Allemagne de l'Ouest | 5   | 3 | 2 | 1 | 0 | 5  | 1  | +4   |
| 2        | Italie               | 5   | 3 | 2 | 1 | 0 | 4  | 1  | +3   |
| 3        | Espagne              | 2   | 3 | 1 | 0 | 2 | 3  | 5  | -2   |
| 4        | Danemark             | 0   | 3 | 0 | 0 | 3 | 2  | 7  | -5   |

| 10 juin | Allemagne de l'Ouest | 1 | 1 | Italie   |
| 11 juin | Danemark             | 2 | 3 | Espagne  |
| 14 juin | Allemagne de l'Ouest | 2 | 0 | Danemark |
| 14 juin | Italie               | 1 | 0 | Espagne  |
| 17 juin | Allemagne de l'Ouest | 2 | 0 | Espagne  |
| 17 juin | Italie               | 2 | 0 | Danemark |

| 11 juin 1988                      | Danemark                    | 2 – 3 | Espagne                                   | Niedersachsenstadion, Hanovre               |                                             |
| 15:30 · Historique des rencontres | M.Laudrup 24e · Povlsen 82e |       | Míchel 5e · Butragueno 53e · Gordillo 66e | Spectateurs : 60 366 Arbitrage : Bep Thomas | Spectateurs : 60 366 Arbitrage : Bep Thomas |
| 15:30 · Historique des rencontres | (Rapport)                   |       |                                           | Spectateurs : 60 366 Arbitrage : Bep Thomas | Spectateurs : 60 366 Arbitrage : Bep Thomas |

| 14 juin 1988                      | Allemagne de l'Ouest     | 2 – 0 | Danemark | Parkstadion, Gelsenkirchen                     |                                                |
| 17:15 · Historique des rencontres | Klinsmann 10e · Thon 85e |       |          | Spectateurs : 64 812 Arbitrage : Bob Valentine | Spectateurs : 64 812 Arbitrage : Bob Valentine |
| 17:15 · Historique des rencontres | (Rapport)                |       |          | Spectateurs : 64 812 Arbitrage : Bob Valentine | Spectateurs : 64 812 Arbitrage : Bob Valentine |

| 17 juin 1988                      | Italie                          | 2 – 0 | Danemark | Müngersdorferstadion, Cologne                 |                                               |
| 20:15 · Historique des rencontres | Altobelli 67e · De Agostini 87e |       |          | Spectateurs : 53 951 Arbitrage : Bruno Galler | Spectateurs : 53 951 Arbitrage : Bruno Galler |
| 20:15 · Historique des rencontres | (Rapport)                       |       |          | Spectateurs : 53 951 Arbitrage : Bruno Galler | Spectateurs : 53 951 Arbitrage : Bruno Galler |

## Effectif
Sélectionneur : Sepp Piontek
| No. | Pos.      | Joueur           | Date de naissance et âge | Sélec. | Club               |
| --- | --------- | ---------------- | ------------------------ | ------ | ------------------ |
| 1   | Gardien   | Troels Rasmussen | 7 avril 1961             |        | AGF Århus          |
| 2   | Défenseur | John Sivebæk     | 25 octobre 1961          |        | AS Saint-Étienne   |
| 3   | Défenseur | Søren Busk       | 10 avril 1953            |        | Wiener Sport-Club  |
| 4   | Défenseur | Morten Olsen     | 14 août 1949             |        | 1. FC Cologne      |
| 5   | Défenseur | Ivan Nielsen     | 9 octobre 1956           |        | PSV Eindhoven      |
| 6   | Milieu    | Søren Lerby      | 1er février 1958         |        | PSV Eindhoven      |
| 7   | Milieu    | John Helt        | 29 décembre 1959         |        | Lyngby BK          |
| 8   | Milieu    | Per Frimann      | 4 juin 1962              |        | AGF Århus          |
| 9   | Milieu    | Jan Heintze      | 17 août 1963             |        | PSV Eindhoven      |
| 10  | Attaquant | Preben Elkjær    | 11 septembre 1957        |        | Hellas Vérone      |
| 11  | Attaquant | Michael Laudrup  | 15 juin 1964             |        | Juventus de Turin  |
| 12  | Défenseur | Lars Olsen       | 2 février 1961           |        | Brøndby IF         |
| 13  | Milieu    | John Jensen      | 3 mai 1965               |        | Brøndby IF         |
| 14  | Attaquant | Jesper Olsen     | 20 mars 1961             |        | Manchester United  |
| 15  | Attaquant | Flemming Povlsen | 3 décembre 1966          |        | 1. FC Cologne      |
| 16  | Gardien   | Peter Schmeichel | 18 novembre 1963         |        | Brøndby IF         |
| 17  | Attaquant | Klaus Berggreen  | 3 février 1958           |        | AC Torino          |
| 18  | Attaquant | John Eriksen     | 20 novembre 1957         |        | Servette de Genève |
| 19  | Défenseur | Bjørn Kristensen | 10 octobre 1963          |        | AGF Århus          |
| 20  | Attaquant | Kim Vilfort      | 15 novembre 1962         |        | Brøndby IF         |

## Navigation